# Старый Черкас
Старый Черкас — село в Мамадышском районе Татарстана. Входит в состав Куюк-Ерыксинского сельского поселения.

## География
Находится в северной части Татарстана на расстоянии приблизительно 17 км на север по прямой от районного центра города Мамадыш в полутора километрах от Вятки.

## История
Основано в XVIII веке. Упоминалось также как Починок Черкасов. 

## Население
Постоянных жителей было: в 1782 году — 5 душ мужского пола, в 1859—283 (вместе с деревней Новый Черкас), в 1897—124, в 1908—542 (вместе с деревней Новый Черкас), в 1920—137, в 1926—140, в 1949 — 93, в 1958 — 93, в 1970—103, в 1979—101, в 1989 — 76, в 2002 году 85 (мари 97 %), в 2010 году 83.